# Antonín Kučera (politik)
Antonín Kučera, též Anton Kutschera, (14. února 1803 Praha – 3. srpna 1881 Praha) byl rakouský právník a politik z Čech, během revolučního roku 1848 poslanec Říšského sněmu.

## Biografie
V červnu 1848 byl velitelem příbramské posily vyslané na pomoc pražskému povstání. Roku 1849 se uvádí jako magistrátní rada v Příbrami.
Během revolučního roku 1848 se zapojil do veřejného dění. Ve volbách roku 1848 byl zvolen na ústavodárný Říšský sněm. Zastupoval volební obvod Příbram. Tehdy se uváděl coby magistrátní rada. Řadil se k sněmovní pravici.